# 浜厚岸駅
浜厚岸駅（はまあっけしえき）は、北海道厚岸郡厚岸町にあった日本国有鉄道（国鉄）根室本線の駅（貨物駅。廃駅）である。事務管理コードは▲110479。

## 歴史
現在の根室本線が釧路から厚岸に到達した際、旅客・荷物を扱う厚岸駅に対し、当駅は厚岸港に面した貨物駅として設置された。
その後の根室方面への延伸に際して、厚岸駅 - 当駅間は支線となったが、1982年（昭和57年）に貨物支線とともに廃止となった。

### 年表

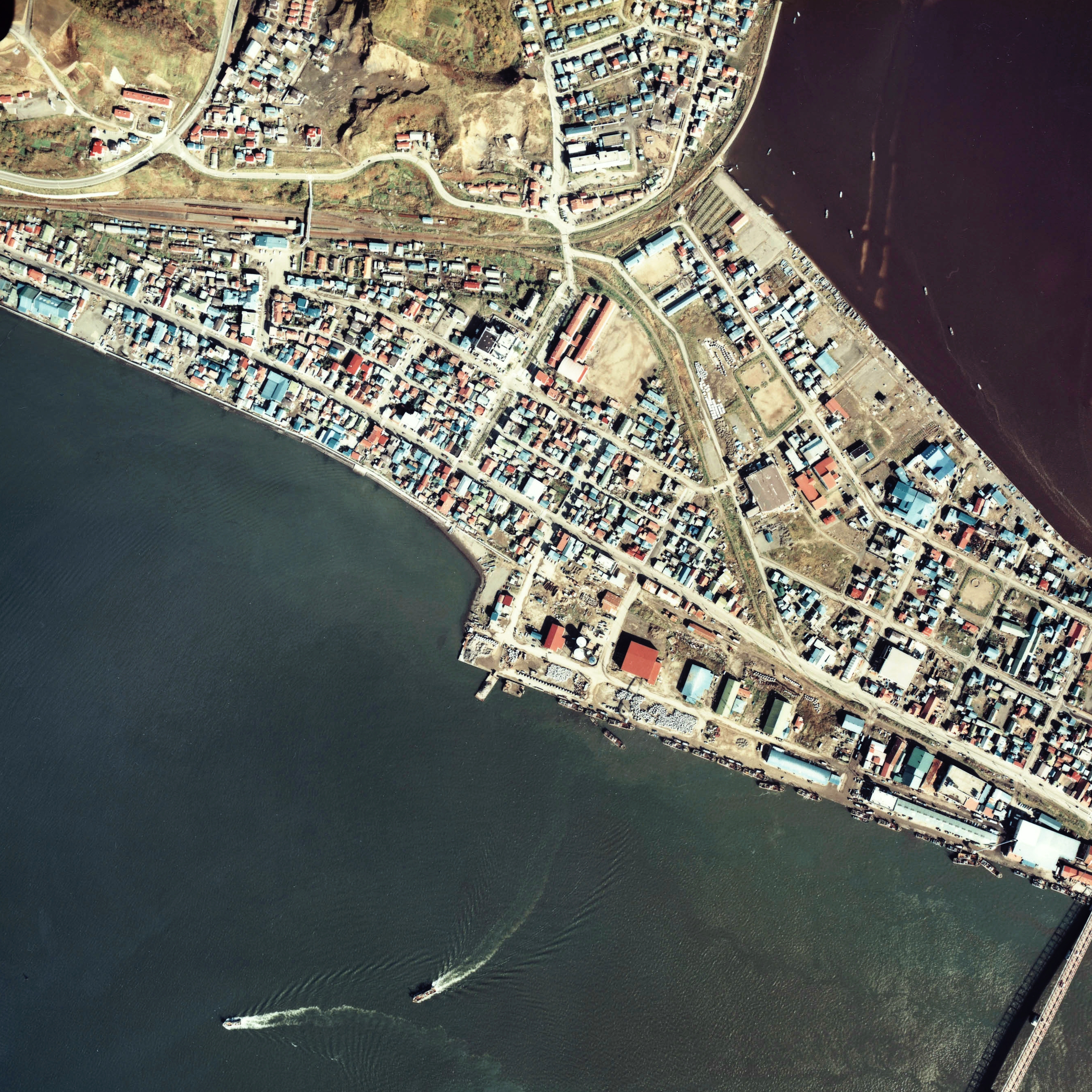
1978年の厚岸駅（左上）と貨物支線の浜厚岸駅（中央右）、周囲約1.25km範囲。右が厚岸湖、左が厚岸湾で、間の岬状に突き出た港湾に向け、本線の根室側から現在の厚岸大橋通に沿って南へ、この後1982年に廃止となる貨物支線が伸びている。道路を横切った先で岸壁裏に沿うように敷かれているが、スイッチバック状に左へも伸びており、貨物ホームが見える。そこが当駅で、現在では町役場の庁舎や海事記念館などが跡地に建てられている。

- 1917年（大正6年）12月1日：鉄道院釧路本線（→根室本線）釧路駅（2代） - 当駅間延伸に伴い開業[2][3]。当駅は一般大貨物のみ扱い[2]。
- 1919年（大正8年）11月25日：厚岸駅 - 厚床駅間延伸開業[4]。厚岸駅 - 当駅までは貨物支線となる。
- 1921年（大正10年）8月5日：所属路線が根室本線に改称[5]。
- 1942年（昭和17年）4月1日：荷物取り扱い開始[5]。
- 1954年（昭和29年）9月1日：荷物取り扱い廃止[5]。
- 1974年（昭和49年）10月1日：荷物取り扱い開始[5]。
- 1977年（昭和52年）11月1日：荷物取り扱い廃止[5]。
- 1982年（昭和57年）11月15日：貨物支線廃止により廃駅となる[5]。

### 駅名の由来
厚岸湾に面していることから。

## 隣の駅
日本国有鉄道
根室本線（貨物支線）
厚岸駅 - （貨）浜厚岸駅